# Sláger FM
A Sláger FM (1989-2015 között: Juventus Rádió) egy kereskedelmi rádió, amely meghonosította a kereskedelmi szemléletű, amerikai rádiózást Magyarországon. A nagy országos kereskedelmi rádiók indulásáig a Juventus volt az ország legnagyobb magántulajdonú rádiója, hallgatottságban közvetlenül a Kossuth Rádió után következett.

## Formátum, arculat
A Sláger FM egy regionális, Modern AC formátumú rádió, zenei kínálata a 70-es évektől a legújabb, napi slágerekig terjed. A sok zene mellett a hallgatók rövid és aktuális híreket, sporthíreket, közlekedési információkat és időjárás-jelentést, valamint informatív szórakoztatást hallhatnak a műsorvezetőktől. 
Szlogenek az egykori Juventus Rádióban:
- Music Radio (1994–2000)
- A zene rádiója (2001–2007)
- Annyi jó zene van (2007–2012)
- Budapest kedvencei változatosan (2012–2015)

## Története

### A rádió kezdeti évei (1989–1993)
A Juventus Rádiót 1988-ban alapította a Veszprém Megyei Lapkiadó Vállalat Rádió Juventus Balaton néven. Kezdetben – 1989. április 29-től – csak középhullámon, 810 kHz-en, balatoni regionális rádióként Siófokról sugározta műsorát. A vállalkozást 1991-ben vásárolta meg Wossala György, aki az akkori hírközlési minisztertől máig tisztázatlan körülmények között kapott engedélyt a „vételminőség javításra”. A rákövetkező években a műsorszolgáltatás nem volt folyamatos, a rádióadás többször hónapokra is leállt. Amíg a veszprémi lapkiadó, a keszthelyi Hír-Sat vállalat, majd egy keszthelyi magánszemély volt a tulajdonos, nem állt le az adás. Az adásszünetek Wossala megjelenése után kezdődtek, leginkább azért, mert az addigi munkatársak nagy része nem volt hajlandó az új tulajdonossal együtt dolgozni. Az 1993-ban megszületett frekvenciatörvény (1993. évi LXII. törvény) előtt 1989 óta tartó moratóriumot sikeresen megkerülve, egy Kab-hegyi és egy budapesti nagy teljesítményű adó üzembe állításával lényegében országos kereskedelmi rádióvá növekedett, amely egyes térségekben monopolhelyzetet élvezett. A budapesti adó indulásával a műsoridő is nőtt, ekkor 06:00-tól éjfélig tartott.

### A Juventus országos kereskedelmi rádióként (1993–2012)
1994 nyarától a Juventus Rádió teljes mértékben az amerikai Metromedia International Group tulajdonába és irányítása alá került, ekkor került bevezetésre a "Music Radio" szlogen is. 1995 májusában a rádió Budapestre költözött és megkezdte a napi 24 órás sugárzást a Széchenyi-hegyről. 1998-ban a Sláger Rádió indulása és a Danubius Rádió országos frekvenciákra történt kiterjesztését követően a Juventusnak le kellett mondania a Kab-hegyi frekvencia (93,9 MHz, ahol most a Petőfi Rádió szól) majd a 810 kHz használatáról, így a rádió országosból budapesti körzeti adóvá változott vissza. 
1999. január 1-jétől 2002. július 3-ig a Juventus Rádió kizárólag a budapesti 89,5 MHz-en sugárzott. 2001 újév napján új, fiatalos arculatot vezetett be a rádió, valamint az addigi szlogent magyarították. Az év májusától több vidéki rádióhoz juttatta el hétköznap 10:00-től 14:00-ig műsorát, ez a sáv a Juventus Plusz címet kapta. 2002. július 3-tól a rádió terjeszkedésbe kezdett, a 92,6-os frekvencián ismét hallgathatóvá vált Siófok környékén, majd 2005-ben elindult a Fonyód környékét ellátó adó a 101,3 MHz-en, ezzel az egész Balaton területén újra fogható lett a Juventus. A Juventus ettől az időszaktól kezdve egyre újabb kísérleteket tett, hogy az országos rádiókéval összemérhető erejű hálózati kereskedelmi rádióvá növekedjen. 2003 óta a Juventus Rádió többször is átalakította adóhálózatát, első időszakában a rádió a megyeszékhelyeken akart megjelenni. A 2004-es év ismét a tulajdonosváltás éve volt a Juventusnál: a Metromedia International Group eladta rádiós üzletágát, a Metromedia International Inc.-et, az ír Communicorp Group Ltd-nek.
2007. április 1-jén új logóval (amelynek a szerepét Juvi, a sárga színű rádiófigura kapta) teljesen megújult a rádió, az új szlogen "Annyi jó zene van" lett. Az arculatváltás több helyi rádió szempontjából is kritikákat kapott, ezért ezek a rádiók hamar megszüntették a Juventus műsorának továbbítását.
2009 után az egykori országos Danubius Rádió megszűnésével a Juventus Magyarország legrégebbi kereskedelmi rádióadója lett. 2011 folyamán a rádió vételkörzete csökkenni kezdett, és ez ahhoz vezetett, hogy év végére már csak a budapesti 89,5 MHz maradt meg.

### Budapesti regionális rádióként (2012–2015)
2011. december 20-án döntöttek három fővárosi frekvencia sorsáról, és a Juventus Rádió elnyerte a Rádió 1 által használt 103,9-es frekvenciát, így 2012. február 1-jétől ezen a frekvencián szólt a rádió. A Budapesttől távolabb élő hallgatók tiltakoztak a döntés ellen, mivel így például Székesfehérvár, Balassagyarmat és Salgótarján térségében már csak az interneten volt elérhető az adó.
2013. október 3-án a dán-magyar tulajdonban lévő Ayudate Investment Group vásárolta meg a rádiót üzemeltető céget.

### Sláger FM-re való névváltás (2015–2019)
2015. június 15-én a Sláger TV, a Fishing & Hunting Channel, a Sportklub és a DoQ csatorna tulajdonosa, a Tematic Group Kft. – portfóliója bővítéseként – megvásárolta a Juventus Rádiót az eddigi tulajdonos Ayudate Holding Kft.-től. Az új tulajdonos úgy nyilatkozott, hogy teljesen átalakul a rádió. Erre 2015. november 2-án éjfélkor került sor, amikor is a "Juventus a Sláger FM" reklámkampánnyal vezették fel az adó Sláger FM-mé való átkeresztelését.

#### A Juventus brand visszatérése
2022. március 1-én a SoundPlus Kft. bejelentette új rádiójuk ezen a néven való indulását, így a brand közel 8 év után visszatért a magyar rádiós piacra. Viszont az olasz Juventus FC focicsapat megkereste a rádió üzemeltetőjét a nevük miatt. Hosszas egyeztetések után a két fél közötti vita barátságosan zárult le, ezzel a rádió 2023. június 5-től Youventus Rádió néven működik tovább.

### A Sláger FM új frekvencián (2019–)
2018 novemberében az NMHH Médiatanácsa úgy határozott, hogy nem hosszabbítja meg a Music FM és a Sláger FM médiaszolgáltatási jogosultságát. Az NMHH azzal indokolta a döntését, hogy a rádiók megsértették a gyermekek védelmére vonatkozó szabályokat. A rádió tulajdonosa ezután megegyezett a 95,8 MHz-en sugárzó Rock FM-mel, hogy átveszi a Sláger FM műsorait és nevet vált, ehhez azonban a frekvencia közösségi jogosultságának kereskedelmire való módosítására volt szükség. Decemberben a névváltást, januárban a jogosultság módosítását is engedélyezte a Médiatanács. A rádió 2019. február 2-án éjfélkor meg is történt a 95,8 MHz-es frekvenciaváltása a 103,9 MHz-es frekvenciáról. Ezzel – természetesen a rádió mellett – a Budapesttől távolabb élő hallgatók is jól jártak, hiszen ezen a frekvencián lényegében a korábbi lefedettség megduplázódott, valamint egyes helyeken (pl. Budapesttől északra) zavartalanabb a vétel (a korábbi frekvencián jelentős szlovák zavarás volt tapasztalható). A rádió a 80-as és 90-es évek slágerei mellett fokozatosan bevezették a 2000-es évek zenéit is, ami később oda vezetett, hogy már a 70-es évektől egészen a legújabb dalokig terjed a zenei kínálat, kortól függetlenül, ezenkívül új hangzásvilágot kapott a rádió, néhány elem kivételével. 

#### Változások az elmúlt időszakban
Habóczki Máté és Fehér Mariann 2019-ben, Jáksó László és Abaházi Csaba 2020-ban (utóbbi egy véletlen adásba került csúnya szó miatt), míg Szani Roland 2021-ben távozott a rádiótól. Azonban új műsorvezetők is érkeztek: Kovács Áron, Kiss Orsolya, Liptai Claudia, Pataki Ádám és Kende-Hoffner Krisztina. A hírszerkesztőségnél is változás történt: 2019-ben Veress Liza, Hunyad Ákos 2021 tavaszán távozott a rádiótól, március 1-től Szendőfi Bori személyében új tag is érkezett a hírszerkesztők csapatába, aki korábban a Rádió 1-en látta el ezt a feladatot. Szeptemberben Ortutay Dóri is a csapat tagja lett, ő legutóbb a Retro Rádióban és a Rádió 1-en szerkesztette és mondta a híreket. Emellett 2 órásra csökkent a rádió péntek és szombat esti mixműsora a Sláger DJ, így a Sláger Kult című beszélgetős műsor mindennap hallható. 2021 őszétől a rádió műsorai 1 vagy 2 órával korábban kezdődnek, például az Édeskettes 18:00-20:00 között, a Hétköznapi példaképek, nem hétköznapi történetei 19:30-kor, míg a Slágerlista pénteken hallható ugyanezen időpontban (vasárnapi ismétléssel). 2023. júniusában bejelentették, hogy a rádió már Veszprémen is hallható lesz, miután a veszprémi Méz Rádió frekvencia engedélyét nem hosszabította meg, a veszprémi adás indulása június 26-ára virradó éjfélkor történt meg. 2023. decemberében a Petőfi Rádió egykori férfi műsorvezetője, Csáki Attila is csatlakozott a csapathoz, aki a Sláger DJ mellett a Sláger Hétvége egyik férfi műsorvezetője lett. 2024 nyarán megújult a rádió hírblokk alatti zenéje, amit Karlovits Zsolt tervezett. 2025. március 30-án Garami Gábor távozik a rádiótól aki ő vezette a Sláger Hétvégét és a Hazai Slágert.

## Frekvenciák

A Juventus Rádió analóg adóhálózata; 2009. november

### Jelenlegi frekvenciák
- Budapest – 95,8 MHz
- Veszprém – 103,1 MHz

### Korábbi frekvenciák
- Siófok – 810 kHz (1989–1998),[14] 92,6 MHz (2002–2011)
- Budapest – 89,5 MHz (1993–2012),[15] 103,9 MHz (2012–2019)
- Békéscsaba – 100,9 MHz (2006–2011)
- Fonyód – 101,3 MHz (2005–2011)
- Hódmezővásárhely – 90,8 MHz (2007–2008)
- Gyöngyös – 88,9 MHz (2000–2004)
- Gyula – 90,5 MHz (2006–2011)
- Kab-hegy – 93,9 MHz (1993–1997)[15]
- Kapuvár – 94,5 MHz (2008–2011)
- Kazincbarcika – 95,9 MHz (?–2011)
- Kecskemét – 97,7 MHz (2001–2004)
- Mezőkovácsháza – 88,3 MHz (2006–?)
- Miskolc – 96,3 MHz (2001–2011)
- Orosháza – 88,6 MHz (2006–2011)
- Ózd – 99,5 MHz (?–2011)
- Pécs – 101,2 MHz (2001–2005)
- Szarvas – 95,2 MHz (2006–?)
- Szeged – 100,2 MHz (2001–2005)
- Szeghalom – 99,4 MHz (2006–?)
- Szentes – 95,7 MHz (2001–2005)

## Műsorok
- Sláger Éjszaka
- Sláger Reggel
- Sláger Reggel Extra
- Sláger Délelőtt
- Sláger Délután
- Sláger FM Kívánságműsor
- Sláger Hétvége
- Slágerlista
- Hazai Sláger
- Hétköznapi példaképek, nem hétköznapi történetei
- Sláger Ikon
- Sláger DJ
- Lélekközösség
- Sláger Kult
- Utazás a lelked körül
- Életöröm

## Munkatársak

### Műsorvezetők

#### Jelenlegiek
- Pordán Petra
- Viktorin Tamás
- Somogyi Zoltán
- Kajdi Csaba
- László Lilla
- Garami Gábor
- Peller Mariann
- S. Miller András
- Kende-Hofherr Krisztina
- Kovács Áron
- Kiss Kata
- Kiss Orsolya
- Csáki Attila
- Zsupos Ágnes

#### Korábbiak
- Kalmár Tibor
- Jáksó László
- Abaházi Csaba
- Liptai Claudia
- Pataki Ádám
- Aryee Claudia Tücsi
- Fehér Mariann
- Habóczki Máté
- Vágó Piros
- Nyerges Izabella
- Dénes Tamás
- Balázsy Panna
- Klamancsek Krisztián
- Hepi Endre
- Hudák Anita
- Barabás Bea
- Bánki Árpád
- Gyarmati László
- Györke Attila
- Gaják Petra
- Juhász Gergely
- Péter Petra
- Balogh Tamás
- Simori Renáta
- Kiss Róbert Richard
- Hajdú Tibor
- Csizinszky Éva
- Barabás Zoltán
- Szegő Tibor
- Szabó Zé Zoltán
- Kósa L. Adolf
- Csiszár Jenő
- Danyi Attila
- Németh Oszkár
- Andrejszki Zoltán
- Suri Imre
- Kovács M-ber László
- Kaiser László
- Knézy Jenő
- Süli Ferenc
- Szabó László
- Zsidlay Gyula
- Németh Miklós
- Halász István
- Horváth Endre
- Horváth József 'BOB'
- Élő János
- Gombai Győző
- Fömötör Márti
- Thuróczy Richard
- Tóth-Harsányi Borbála
- Esperes Ákos
- Várkonyi Attila (DJ Dominique)
- Whiteboy
- Bárdosi Sándor
- Növényi Norbert
- Geszti Péter

### Hírszerkesztők
Hírek: A Sláger FM-en minden nap hallhatóak hírblokkok a nap 24 órájában, reggelente 6 órától 10 perces hírösszefoglaló hallható a rádióban.
2021. március 1. óta a Sláger FM hírszerkesztői:
- Szendőfi Bori
- Zsupos Ági
- Gaál-Tóth András
- Ortutay Dóri
- Molnár Róbert

Korábbi hírszerkesztők:
- Hunyad Ákos (2017–2021)
- Veress Liza (2018–2019)
- Gulyás Ákos (2019–2021)
- Sas Zsolt
- Pap Gina Kitti

## Logók
- A Sláger FM csak egyszer váltott logót a 2019-es frekvencia költözésekor.